# Torneo de Estrasburgo 2016
El Internationaux de Strasbourg 2016 fue un torneo profesional de tenis jugado en canchas de arcilla. Fue la 30ª edición del torneo que formó parte de la WTA Tour 2016. Se llevó a cabo en Estrasburgo, Francia, entre el 15 y el 21 de mayo de 2016.

## Cabeza de serie

### Individual
| Tenista             | Ranking | Preclasificada |
| Sara Errani         | 18      | 1              |
| Sloane Stephens     | 21      | 2              |
| Samantha Stosur     | 22      | 3              |
| Kristina Mladenovic | 28      | 4              |
| Monica Niculescu    | 34      | 5              |
| Camila Giorgi       | 43      | 6              |
| Yelena Vesniná      | 47      | 7              |
| Tímea Babos         | 48      | 8              |
| Alizé Cornet        | 49      | 9              |
| Caroline Garcia     | 53      | 10             |

- Ranking del 9 de mayo de 2016

### Dobles
| Tenista                          | Ranking | Preclasificada |
| Anabel Medina Arantxa Parra      | 59      | 1              |
| Chuang Chia-jung Darija Jurak    | 81      | 2              |
| María Irigoyen Liang Chen        | 92      | 3              |
| Kateryna Bondarenko Olga Savchuk | 100     | 4              |

## Campeonas

### Individuales
Caroline Garcia venció a  Mirjana Lučić-Baroni por 6-4, 6-1

### Dobles
Anabel Medina /  Arantxa Parra vencieron a  María Irigoyen /  Chen Liang por 6-2, 6-0